# Tassi-zsilip
A Tassi-zsilip vízi műtárgy a Ráckevei-Dunán, a Csepel-sziget déli csúcsánál. A Tass település határában épült zsilip feladata a Duna-ág vízszintszabályozása, illetve lehetővé teszi a hajózást a Duna folyam irányába. A műtárgy a Duna 1586,4 folyamkilométer szelvényének vonalában fekszik, a Duna fő ágától keletre. Érdekességképpen: a zsilip mögötti felduzzasztásból a Kis-Duna folyásának bal szélén és Tass területén belül vezették ki a vizet a torkolatba és így természetes határvonal megszüntetésével Bács-Kiskun vármegye átért Csepel-sziget déli csücskére is. Azóta 2021-ben új vízleeresztő műtárgy építésével a Kis-Duna duzzasztásának másik széléről új vízág került kivezetésre a folyóból a régi zsilip alatti részbe torkollva, ezzel az Osztó-sziget elnevezésű földdarab lecsípésre ítéltetett Csepel-szigetről és új határvonalat is képez.

## Története
Az 1838-as pesti árvízet követő folyamszabályozási munkák során a Duna ráckevei ágát Pestszenterzsébet magasságában lezárták, azonban a későbbi árvizek a Duna-ágat alulról továbbra is elöntötték. A teljes Duna-ág rendezéséről 1904-ben törvényt hoztak, 1910-ben kezdték meg a felső torkolatnál a vízi műtárgyak, mai nevén Kvassay-zsilip építését. Az alsó torkolati műtárgyak, így a hajózsilip, a vízerőmű és vízleeresztő zsilip építése Tassnál 1926–1928 között folytak.
Az 1956. március 10-én pusztító dunai jeges árvíz mélyen alámosta a vízerőmű és leeresztő zsilip alapjait, emiatt a műtárgy jelentősen megdőlt. A megrongálódott műtárgy helyreállítására műszaki és gazdaságossági számításokat végeztek, melyek után az elbontásuk mellett döntöttek. A Duna-ág vízleeresztésére a hajózsilipet alakították át, úgy, hogy a felső kapuk helyén először fix küszöböt építettek, amelyet később, 1962-ben a hajózhatóság érdekében billenőtáblássá módosítottak.
A hajózsilip felújításának tervét és kivitelezésének ütemezését 1998–1999 között készítették el. A támkapuk javítása 1999-ben történt, 2000–2001 között a bakdaru, illetve az ideiglenes elzáró berendezések felújítását végezték, majd 2002–2003 között az üzemi híd és az alvízi árvízvédelmi fal készült el. Az al- és felvízi mozgatóberendezések, az irányítóberendezés és a vezénylő épület felújítása 2004–2005 között történt.
A 2013. júniusi árvíz során félő volt, hogy a Tassi-zsilip megsérül, esetleg elmozdul, ugyanis akkora vízhullám terhelést még sohasem szenvedett.

## Műszaki adatok

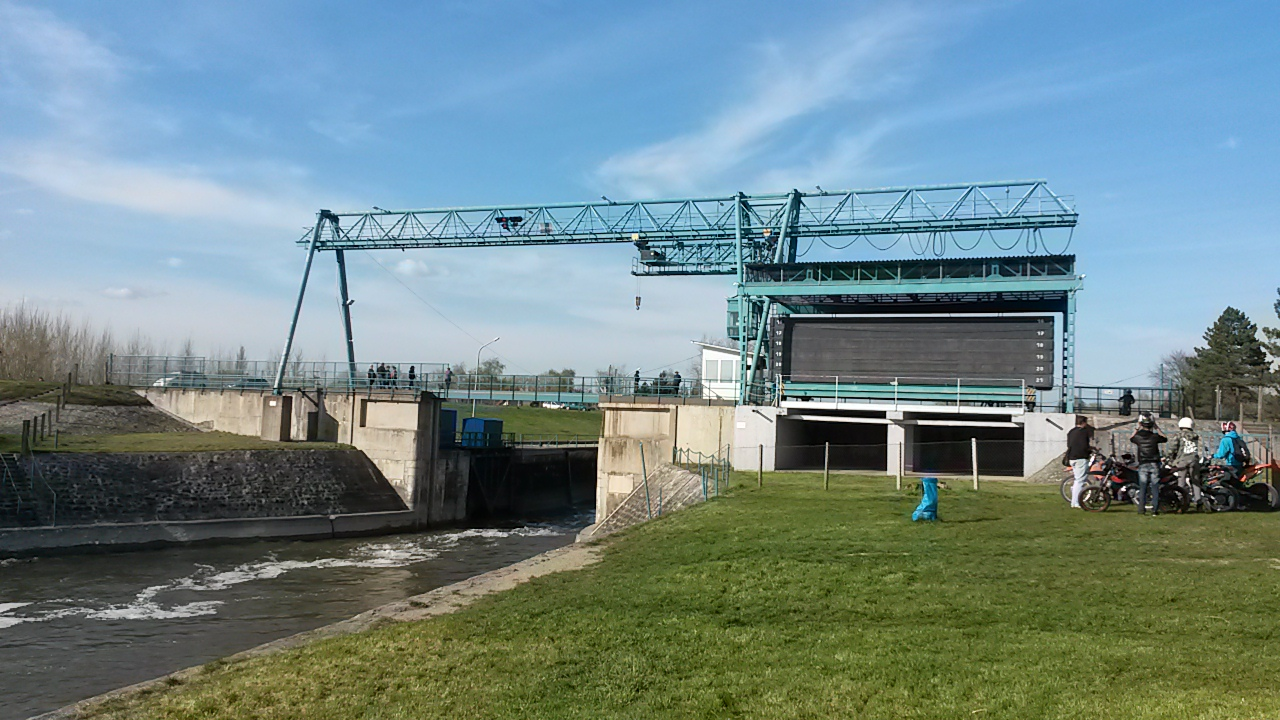
A Tassi-zsilip az alvíz felől

A hajózsilip teljes hossza 114 m, a kamrája 85 m hosszú és 12 m széles, a legnagyobb átzsilipelhető hajó 1300 tonnás uszály. A műtárgy 2,0 m vastag beton alaplemezre épült, az elő- és utócsatorna felől a szádfalak fából készültek. A zsilipfők víz felőli falait faragott mészkővel, a kapuk forgóoszlopát támasztó falrészeket, illetve falsarkokat gránittal burkolták.

## Élővilága
A Tassi V.-VI. vízterület a Ráckevei-Soroksári Dunaág Tassi-zsilipétől a dunai torkolatáig tart. A Magyar Országos Horgász Szövetség használja a területet. Tass
községből a Dunánál a Kiskunsági-főcsatornánál található a Tassi-zsilip, az 51-es főútról juthatunk a zsiliphez.
A Tassi V-ös vízterület az Osztó-szigetig tart. Az oxigéngazdag víz a zsilipnél a halakat odacsalja. Szereti a zsilip vizét a kősüllő, a süllő, a kárász, a menyhal, több keszegféleség.  
A Tassi VI-os vízterület az Osztó-sziget és a 0-s folyamkilométer-kőig lévő dunai terület, ennek része a "Turbina öböl". Főleg pontyot, csukát, süllőt, keszegeket lehet fogni a vízben.
A MOHOSZ időről időre pontyokkal és ragadozó halakkal növeli a halak számát.
Tassi Környezetvédelmi Horgász Kupa versenyt rendeznek minden évben, ugyanazon a környezetvédelmi nap keretében a Magyar Országos Horgász Szövetsége tisztítja a területet.

## Tervezett fejlesztések
Az 1956-os árvíz során tönkrement, majd elbontott vízi műtárgyak újjáépítését 2010-től kezdve készítik elő. A Duna-ág vízleeresztése a jövőben az új műtárgyon valósul meg, így tehermentesül és visszanyeri eredeti feladatát a meglehetősen elavult hajózsilip. Az új, többfeladatú műtárgy alkalmas lesz arra, hogy szivattyús üzemmódban vizet emeljen be a Ráckevei-Dunába extrém alacsony dunai vízállások mellett, illetve a Duna nagyvizes időszakában is üríthetővé válik a Duna-ág. A műtárgy mindemellett képes lesz áramtermelésre, amely a gépcsoportok elektromos energiaigénye mellett kielégítheti a felső műtárgycsoporton, a Kvassay-zsilipnél egy második szivattyú üzemelését.